# India: The Modi Question
India: The Modi Question es una serie documental de dos partes de 2023 transmitida por BBC Two sobre el primer ministro indio Narendra Modi y su relación con la minoría musulmana del país. La primera parte cubre los inicios de la carrera política de Modi y su papel en los disturbios de Guyarat de 2002, que ocurrieron cuando él era el primer ministro de Guyarat. Analiza documentos encontrados por la BBC, incluido un informe del gobierno del Reino Unido que afirma que la violencia en Guyarat mostró «todas las características de una limpieza étnica». La segunda parte examina las actividades de la administración de Modi tras su reelección en 2019. Cubre una serie de políticas controvertidas, incluida la revocación de la autonomía de Cachemira y una nueva ley de ciudadanía. También describe la respuesta violenta a las protestas contra las nuevas leyes y las secuelas del pogromo de Delhi de 2020.
El Gobierno de la India prohibió la proyección del documental, describiéndolo como «propaganda hostil y basura anti-India», y pidió a los sitios de redes sociales que eliminaran fragmentos del documental compartidos por los usuarios. En respuesta a la prohibición del gobierno, la BBC dijo que el documental había sido investigado «rigurosamente» y que representaba una «amplia gama de voces», incluidas las opiniones de figuras del Partido Popular Indio de Modi. La prohibición fue eludida con frecuencia y varias organizaciones estudiantiles realizaron proyecciones en diversas partes del país. La prohibición fue criticada por políticos de la oposición como censura, y comentaristas y grupos de derechos humanos la calificaron como un ataque a la libertad de prensa.

## Antecedentes
En 2002 se produjeron disturbios antimusulmanes en el estado indio de Guyarat. Más de mil personas murieron, la mayoría de ellas musulmanas, y 150 000 personas fueron desplazadas. Los disturbios se produjeron tras la muerte de peregrinos hindúes en un tren en Godhra, de la que se culpó a la minoría musulmana del estado. Los disturbios estuvieron entre los peores actos de violencia religiosa desde que la India se convirtió en un país independiente en 1947. Narendra Modi, miembro del partido nacionalista hindú Bharatiya Janata (BJP), era en ese momento el primer ministro de Guyarat. Su administración es considerada cómplice de los disturbios, o criticada de otro modo por su gestión de la crisis. Un equipo de investigación especial designado por la Corte Suprema de la India no encontró pruebas para iniciar un proceso contra Modi personalmente.
El papel de Modi en los disturbios sigue siendo motivo de controversia. Después de que el BJP ganara las elecciones generales indias de 2014 y Modi fuera nombrado primer ministro, los musulmanes indios han sido objeto de una mayor violencia, sobre la cual Modi en gran medida no ha comentado. Las políticas de la administración Modi han sido vistas como discriminatorias hacia la minoría musulmana de la India y como un afianzamiento de una imagen nacionalista hindú de derecha del país. Reporteros Sin Fronteras afirma que la libertad de prensa en el país ha disminuido y que el gobierno ha acallado las críticas en las redes sociales. La administración de Modi a menudo ha presionado a Twitter para que elimine los tuits que el gobierno percibe como críticos hacia Modi o el BJP.

## Contenido
El primer segmento del documental, de aproximadamente una hora de duración, cubrió la carrera política inicial de Modi en el BJP, su nombramiento como primer ministro de Guyarat en 2001 y su papel en los Disturbios de Guyarat de 2002. Se discutieron documentos encontrados por la BBC, que mostraban que la conducta de Modi fue criticada en su momento por diplomáticos y el Gobierno del Reino Unido. Entre ellos se incluye un informe que afirma que la violencia en Guyarat presentaba «todas las características de una limpieza étnica». Los documentos también citaron a agentes de policía que afirmaron que la presión del gobierno estatal impidió a la policía ayudar a las víctimas musulmanas de violación, y señalaron prejuicios religiosos en la forma en que se distribuyeron los fondos de ayuda. Jack Straw, entonces secretario de Relaciones Exteriores del Reino Unido, aparece diciendo que había «afirmaciones serias» de que Modi estaba restringiendo activamente las actividades de la policía y también «alentando tácitamente a los extremistas hindúes».
La segunda parte, publicada el 24 de enero de 2023 y también de una hora de duración, examina las actividades de la administración de Modi tras su reelección en 2019. Examina una serie de políticas controvertidas, incluida la revocación de la autonomía de Cachemira en 2019 y una nueva ley de ciudadanía. Describe la respuesta violenta de las fuerzas de seguridad a las protestas contra las nuevas leyes y entrevista a los familiares de las personas que murieron en el pogromo de Delhi de 2020.

## Lanzamiento y reacción
La primera parte del documental de dos partes fue lanzada por la BBC el 17 de enero de 2023, y la segunda parte el 24 de enero. No estaba previsto que se transmitiera en India. El Ministerio de Información y Radiodifusión de la India describió el documental como propaganda, afirmó que carecía de objetividad y «reflejaba una mentalidad colonial». Un ministro del gobierno afirmó que ver el documental era una traición. Posteriormente fue prohibido en India, y el gobierno invocó una ley de 2021 que aumentó su poder para censurar las redes sociales. Twitter y YouTube bloquearon publicaciones que enlazaban con el documental en sus plataformas tras demandas legales del gobierno indio. La prohibición del documental ha sido eludida con frecuencia; clips del documental circularon en WhatsApp, Telegram y Twitter, y se utilizaron VPN para eludir la prohibición. Los comentaristas argumentaron que la prohibición había atraído más atención al documental de la que habría recibido de otro modo, un fenómeno conocido como efecto Streisand. La prohibición fue impugnada ante la Corte Suprema de la India. El tribunal acordó el 3 de febrero escuchar dos peticiones de Mahua Moitra y Prashant Bhushan. Grupos nacionalistas hindúes de derecha también solicitaron a la Corte Suprema que prohibiera por completo la BBC; el tribunal calificó la petición de «absolutamente infundada» y la rechazó. En marzo, la Asamblea Legislativa de Assam, controlada mayoritariamente por el BJP, adoptó una resolución presentada por el BJP MLA Bhubon Pegu, quien alegaba que el documental planteaba dudas sobre la libertad de prensa india, el sistema judicial del país y el gobierno, buscando una acción contra la BBC.
Las proyecciones del documental fueron organizadas a finales de enero por un grupo de estudiantes del Movimiento de Fraternidad en la Universidad Central de Hyderabad y la Federación de Jóvenes Democráticos de la India (DYFI) lo proyectó en varias partes de Kerala. Al discutir su decisión, DYFI declaró: «Que la gente vea el rostro fascista de los equipos de Sangh Parivar. Seguiremos adelante con el plan y se realizarán más proyecciones en otros lugares también en los próximos días». El Congreso de la juventud india dijo que también proyectaría el documental en Kerala. El sindicato de estudiantes de la Universidad Jawaharlal Nehru también decidió proyectar el documental. Sin embargo, las autoridades universitarias cortaron la electricidad y el acceso a Internet en la sala donde se iba a realizar la proyección, lo que llevó a los estudiantes a ver el documental en sus teléfonos móviles. Después de que los estudiantes de la Universidad Jamia Millia planearan una proyección, al menos una docena de estudiantes fueron arrestados y se bloquearon las entradas a la universidad. Los testigos afirmaron que habían enviado policías con equipo antidisturbios y gases lacrimógenos al campus universitario. La Asociación de Estudiantes de Toda la India también proyectó el documental a finales de enero, y asistieron estudiantes de varias universidades de Bangalore, entre ellas Christ College, el Instituto Indio de Ciencias y la Universidad Azim Premji.
El documental fue proyectado en la Cámara del Parlamento de Australia por legisladores y activistas, durante el viaje de Modi a Australia en mayo de 2023 para reunirse con el primer ministro australiano Anthony Albanese.
La prohibición de ndia: The Modi Question fue descrita como un asalto a la libertad de prensa por comentaristas independientes, grupos de derechos humanos y partidos de oposición. Los líderes del Congreso de Trinamool, Derek O'Brien y Mahua Moitra, quienes tuitearon enlaces de video al documental, criticaron la medida como censura. The Guardian escribió que la prohibición del documental se produjo durante un período de libertad de prensa restringida en la India, durante el cual los periodistas sufrieron acoso por parte del gobierno y el poder judicial. Según Human Rights Watch (HRW), la prohibición fue un ejemplo del duro trato dado a las minorías religiosas bajo la administración de Modi. HRW afirmó que el gobierno de Modi había utilizado a menudo leyes «draconianas» para silenciar a los críticos del gobierno. Slate describió la prohibición como un ejemplo de hostilidad «generalizada» hacia la libertad de prensa y censura de la crítica. En respuesta a la primera parte del documental, más de trescientos exjueces, burócratas y soldados indios emitieron un comunicado en el que criticaban a la BBC por su «implacable hostilidad» hacia la India. Más de quinientos académicos indios firmaron una petición criticando la prohibición, afirmando que «viola nuestros derechos, como indios, a acceder y discutir información importante sobre nuestra sociedad y gobierno». Un editorial de The New York Times describió la prohibición como el ejemplo más reciente de la supresión de la libertad de prensa por parte de Modi.
Las oficinas de la BBC en Mumbai y Nueva Delhi fueron objeto de búsquedas por parte del Departamento de Impuesto sobre la Renta de la India en febrero de 2023. Las búsquedas comenzaron el 14 de febrero y continuaron durante tres días. Se registraron teléfonos y portátiles de los empleados. Los comentaristas consideraron que las búsquedas eran una represalia por el documental, y recibieron la condena del Gremio de editores de la India, una organización sin fines de lucro de periodistas que promueve la libertad de prensa, Amnistía Internacional India y partidos de oposición. Reporteros Sin Fronteras afirmó que las redadas del Departamento de Hacienda indio «tienen todo el aspecto de una represalia» y denunció «los intentos del gobierno de reprimir a los medios de comunicación independientes».

## Recepción
Una reseña de India: The Modi Question en el Deccan Herald fue positiva y afirmó que el documental había dado espacio a diversas opiniones, incluidas las de los miembros del BJP. Describió la descripción de los disturbios de Guyarat como «integral» y calificó el documental de «nítido». Sin embargo, afirmó que el documental no había logrado evaluar otras deficiencias de la administración Modi y comprender los vínculos entre el mayoritarismo religioso y el género y la casta. El politólogo Christophe Jaffrelot, uno de los académicos entrevistados en el documental, afirmó en una entrevista que la BBC había realizado un trabajo «increíblemente riguroso».
Un comentario en The News Minute fue crítico, afirmando que si bien el documental había «entrevistado a las mejores voces», no había logrado descubrir nuevos terrenos sustanciales y, por lo tanto, permitió a la administración Modi «utilizar las películas para una ronda más de propaganda: pintarse a ellos mismos como víctimas». El autor escribió que el primer segmento no planteó preguntas abiertas sobre el Incendio del tren de Godhra. Se mostró más positivo sobre el segundo segmento, pero lo criticó por no ser lo suficientemente audaz, particularmente con imágenes de extremistas hindúes fomentando la violencia y de musulmanes golpeados por la policía durante el pogromo de Delhi de 2020.
Al discutir el primer segmento del documental, un comentario en The Telegraph señaló que la mayor parte de la narrativa cubría la historia bien documentada del Rashtriya Swayamsevak Sangh, la carrera de Modi y los disturbios de Guyarat, siendo el único material nuevo los informes del gobierno británico. El autor criticó el documental por no interrogar por qué los gobiernos occidentales estaban dispuestos a dialogar con Modi cuando documentos en su posición lo llamaban violador de los derechos humanos, una opinión de la que se hizo eco la reseña de The News Minute. El autor también criticó la prohibición del documental, afirmando que cualquier crítica a Modi y al Sangh Parivar estaba siendo ridiculizada como «colonial» por esas mismas organizaciones a pesar de que habían actuado como «aduladores del Raj» durante el período colonial y habían hecho «precioso poco para eliminar el colonialismo de la India».